# Felvinc község
Felvinc község (románul: Comuna Unirea) község Fehér megyében, Romániában. Központja Felvinc, beosztott falvai Alfüged, Aranyosmohács, Dombró, Felfüged, Inakfalva.

## Népessége
A 2011-es népszámlálás adatai alapján a község népessége 4796 fő volt.